# Motorradreise

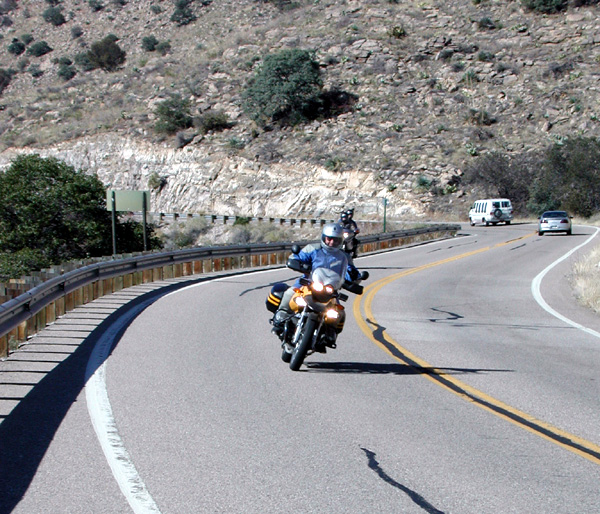
Eine BMW R 1150 GS auf dem Catalina Highway, Arizona

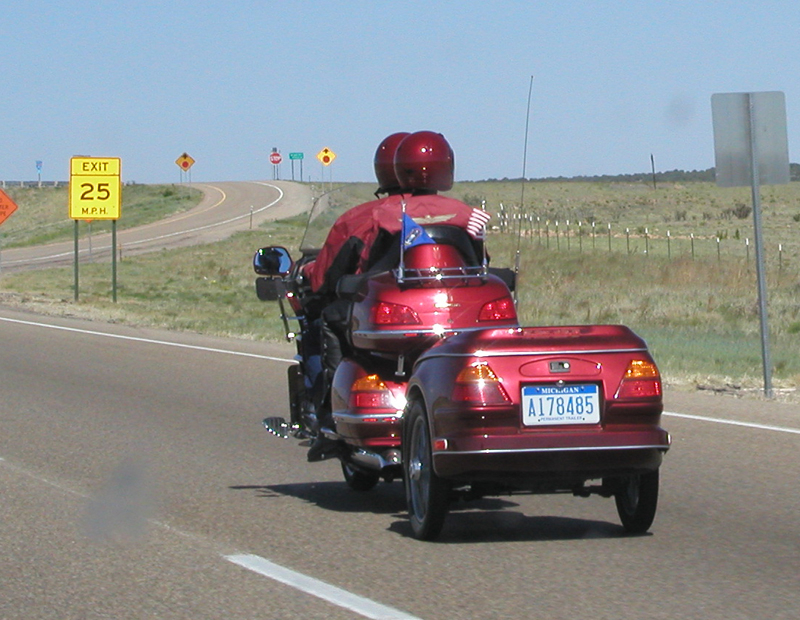
Zu zweit mit Honda Gold Wing in den USA

Eine Motorradreise ist eine zeitlich begrenzte, motorisierte Fortbewegung über eine größere Strecke mit einem Motorrad in der Absicht, ein angestrebtes einzelnes oder mehrere Ziele bis zur Beendigung der Fahrt zu erreichen.
Die Straßentouristik beschreibt die Ortsveränderung von Menschen per Landverkehr und alle damit zusammenhängenden Phänomene, Motorradreisen werden dem Reiseverkehr zugeordnet. Motorradfahren kann nach Kategorien der Freizeitsoziologie zu den Freiluft-Wagnis-Freizeittätigkeiten mit teilweise sportlichem Charakter gezählt werden.

## Kategorisierung
90 Prozent der durchgeführten Motorradfahrten finden im Umkreis von 100 km um den Wohnort statt.

### Motivation
Die Motivation ist oft vielschichtig und kann in die drei Fahrergruppen „sportliches Fahrerleben“ (Fahrdynamik, Kompetenz, Wettkampf, Thrill), „Genießerisches Fahrerleben“ (Hedonismus, Eskapismus, Flow, Identifikation) und „Sicheres Fahren“ (Kontrolle, Sicherheitsverhalten) unterteilt werden. Im Unterschied zu den Reisen in einem Personenkraftwagen ist bei Motorradreisen für den überwiegenden Teil der Fahrer die Fahrt in den Urlaub wichtiger als der Aufenthalt. Nach Peter Fahrenholz besteht „der einzige Grund, mit dem Motorrad irgendwohin zu fahren meist darin, irgendwohin zu fahren. Es geht um Genuss, Spaß, Entspannung, Flucht aus dem Alltag, das Gefühl von Freiheit.“

## Reisetechnik und -planung
Neben der Motorradinstandhaltung und Navigation ist eine Planung der Streckenführung, der Betriebsmittelversorgung und Übernachtungsmöglichkeiten sowie ggfs. Ausweichrouten und -Quartiere entlang der Reisestrecke erforderlich. Bei der Planung sind neben der Verkehrsinfrastruktur auch die verkehrsrechtlichen (Straßenverkehrszulassung, internationaler Führerschein), versicherungsrechtlichen (Versicherungskarte) und hoheitlichen (Visum, Carnet de Passage, Einreisebestimmungen) Voraussetzungen zu beachten.
Reisen in abgelegenen Regionen und auf unbefestigten Pisten können beeinflusst werden durch:
- das Klima (Schnee, Eis, Nebel, Sturm, Wasserstände bei Furten) bzw. das Wetter,
- die Oberflächenbeschaffenheit (Tragfähigkeit, Traktion, Terrain, Gradienten),
- die Gefahrenlage (Raub, Bewaffneter Konflikt, Eskorte),
- die Ersatzteil- und
- die Kranken- und Arzneimittelversorgung.

Die durchschnittlichen Tagesentfernungen sind stark vom Routenprofil, der Kurvigkeit und der Qualität des Oberbaus abhängig und liegen zwischen 220 und 500 km am Tag. Das Bayerische Staatsministerium für Umwelt und Verbraucherschutz empfiehlt, auf kurvenreichen Land- oder Gebirgsstraßen nicht mehr als 300 km und auf Autobahnen nicht mehr als 700 km an einem Tag zu fahren.

### Beladung

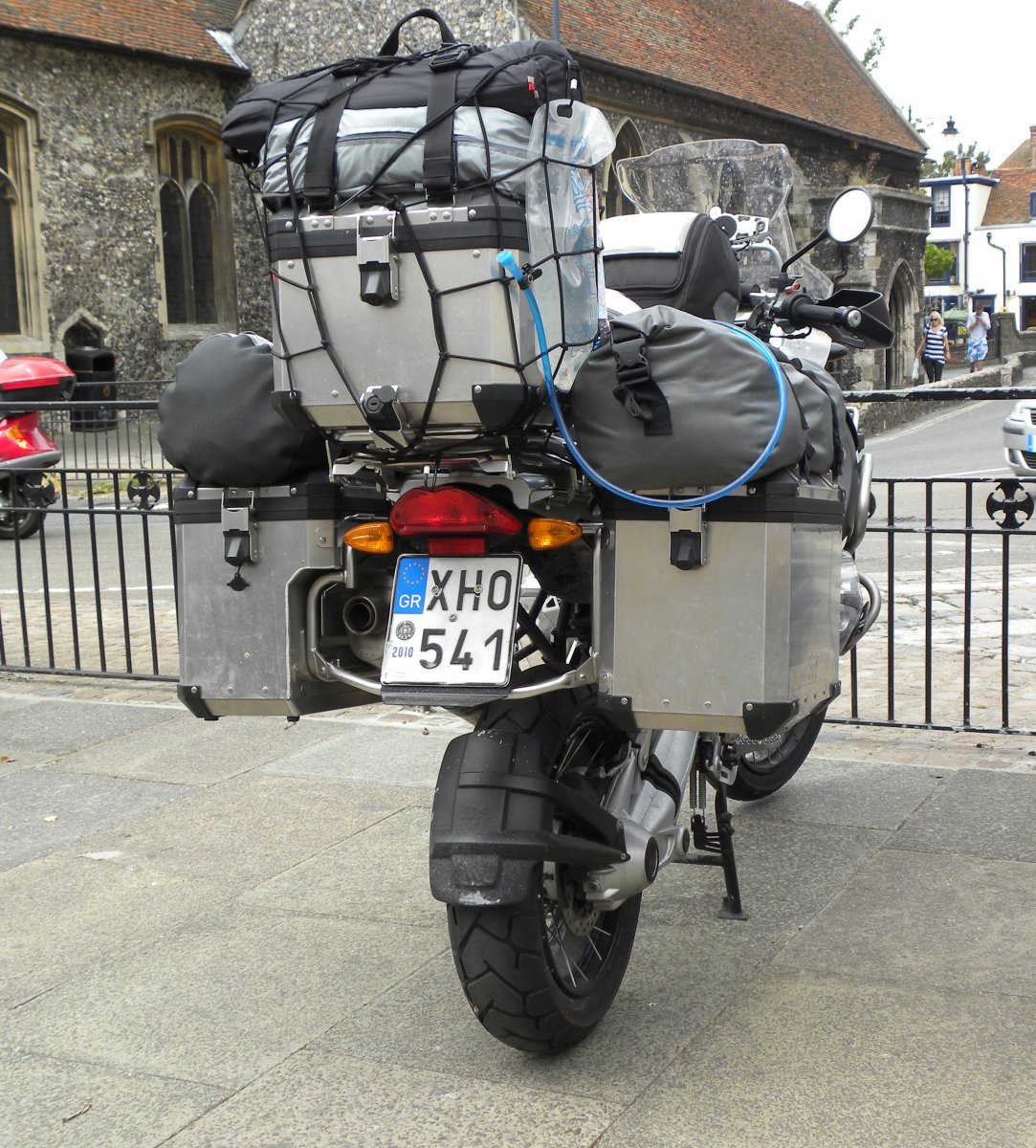
Vollbeladene Reiseenduro mit Koffersystem

Das zulässige Gesamtgewicht eines Motorrads ist abhängig von der Dimensionierung und dem Material des Rahmens, der Leistungsfähigkeit des Bremssystems und der Tragfähigkeit der Reifen. Das Beladen eines Motorrads (mit Gepäck) verschiebt den Fahrzeugschwerpunkt und kann die Rangierbarkeit, Bremsleistung und Fahrstabilität negativ beeinflussen, was zum Pendeln und Lenkerflattern führen kann. Unter Beladung sinkt sowohl die Schräglagenfreiheit als auch die Agilität, und der Bremsweg verlängert sich. Gabel- bzw. Federbeineinstellung und der Reifenluftdruck sind dem erhöhten Gesamtgewicht anzupassen. Die Beladung sollte auf keinen Fall nachschwingen oder im Fahrtwind flattern.
Insbesondere im Zweipersonenbetrieb erreicht das zulässige Gesamtgewicht des Fahrzeugs häufig einen kritischen Wert. Eine vollgetankte BMW R 1200 GS Adventure K255, die vom Hersteller explizit als Langstreckenmotorrad beworben wird, hat mit serienmäßigem Koffersystem eine zulässige Ladekapazität von 184 kg. Gemäß dem Mikrozensus 2013 des Statistischen Bundesamts wiegt ein männlicher Deutscher im Alter von 40 bis 45 Jahren 86,4 kg, eine Frau gleichen Alters 68,1 kg. Eine vollständige Schutzausrüstung (Helm, Kombi, Stiefel, Handschuhe, Protektoren) hat pro Person ein Gewicht von ungefähr 9 kg, womit sich ein Gesamtgewicht von 172,5 kg für ein bekleidetes Motorradpaar mittleren Alters ergibt. Von den rechnerisch verbleibenden 11,5 kg Zuladung sind noch das Gewicht von Anbauteilen und Zubehör (Navigationsgerät, (Griff-/Sitz-)heizung, größeres Windschild, Diebstahlwarnanlage, Wechselsprechanlage, Tankrucksack, Motorschutz, zusätzliches Werkzeug) abzuziehen, wodurch nur wenig Restzuladung für Wechselkleidung, Waschzeug, Zelt, Schlafsack und Nahrung verbleibt. Bei einem überladenen Fahrzeug können die Reifen, deren Lastindex auf das homologierte Gesamtgewicht ausgelegt ist, die Bremsen und die Federelemente das Fahrverhalten negativ beeinflussen und insbesondere bei Passabfahrten zum Lenkerschlagen und zu überhitzten Bremsen führen.
Es besteht besonders bei schweren Motorrädern die Möglichkeit, zur Gepäckbeförderung einen Motorradanhänger hinter dem Kraftrad zu ziehen.

### Bekleidung
Laut der Fahrerlaubnis-Verordnung besteht eine „geeignete Motorradschutzkleidung“ aus „einem passenden Motorradhelm, Motorradhandschuhen, einer eng anliegenden Motorradjacke, einem Rückenprotektor (falls nicht in Motorradjacke integriert), einer Motorradhose und Motorradstiefeln mit ausreichendem Knöchelschutz“.
Die Bekleidung soll neben der Schutzwirkung gegen traumatische Verletzungen auch Hypothermie und Hitzeerschöpfung durch Flüssigkeits- und Elektrolytverlust vermeiden. Die Schutzausrüstung sollte vollständig, abriebfest, wasserabweisend, atmungsaktiv, funktionsfähig und zugelassen (Helm) sein.

### Verkehrsmittel
Eine Motorradreise im Sinne der Verkehrswirtschaftslehre ist die Fortbewegung einer oder mehrerer Personen über eine längere Zeit mit einem Motorrad. Im fremdenverkehrswirtschaftlichen Sinne umfasst eine Reise sowohl die Ortsveränderung selbst als auch den Aufenthalt am Zielort. Die verwendeten Verkehrsmittel bilden hierbei eine sogenannte Reisekette, die Reise kann durchgehend oder von einem Transportmittelwechsel (Autoreisezug, Fähre, See-/Lufttransport) unterbrochen sein.
In Deutschland waren zu Beginn 2015 insgesamt 4,15 Millionen Krafträder zugelassen. Die durchschnittliche Fahrleistung von Motorradfahrern beträgt 5.480 km pro Jahr, die Jahresfahrleistung von Fahrern, die das Motorrad als Reisemittel nutzen, liegt deutlich über 7000 km. Von 2012 bis 2014 haben in Deutschland rund 280.000 Personen pro Jahr eine Urlaubsreise mit einem Motorrad unternommen.
Die Fahrzeughersteller haben auf die zunehmende Nachfrage nach Reisemotorrädern reagiert und Tourer und Reiseenduros entwickelt, die bei entspannter Sitzhaltung durch Wind- und Wetterschutz auch Reisen über große Entfernungen und ein einfaches Verstauen von Gepäck ermöglichen. Laut der Fachzeitschrift Motorrad gehören zu den Anforderungen für ein Reisemotorrad „ein langlebiger, zuverlässiger Motor, reichlich Zuladung (um die 200 Kilogramm), um zwei Personen samt Gepäck unterbringen zu können, ausreichende Reichweite, damit nicht alle 150 Kilometer ein Tankstopp fällig wird, und eine für Fahrer und Mitfahrer auch auf Dauer komfortable Unterbringung.“ 2012 waren 41,9 % aller Motorradverkäufe in den Vereinigten Staaten aus der Kategorie „Touring“.

### Touristik

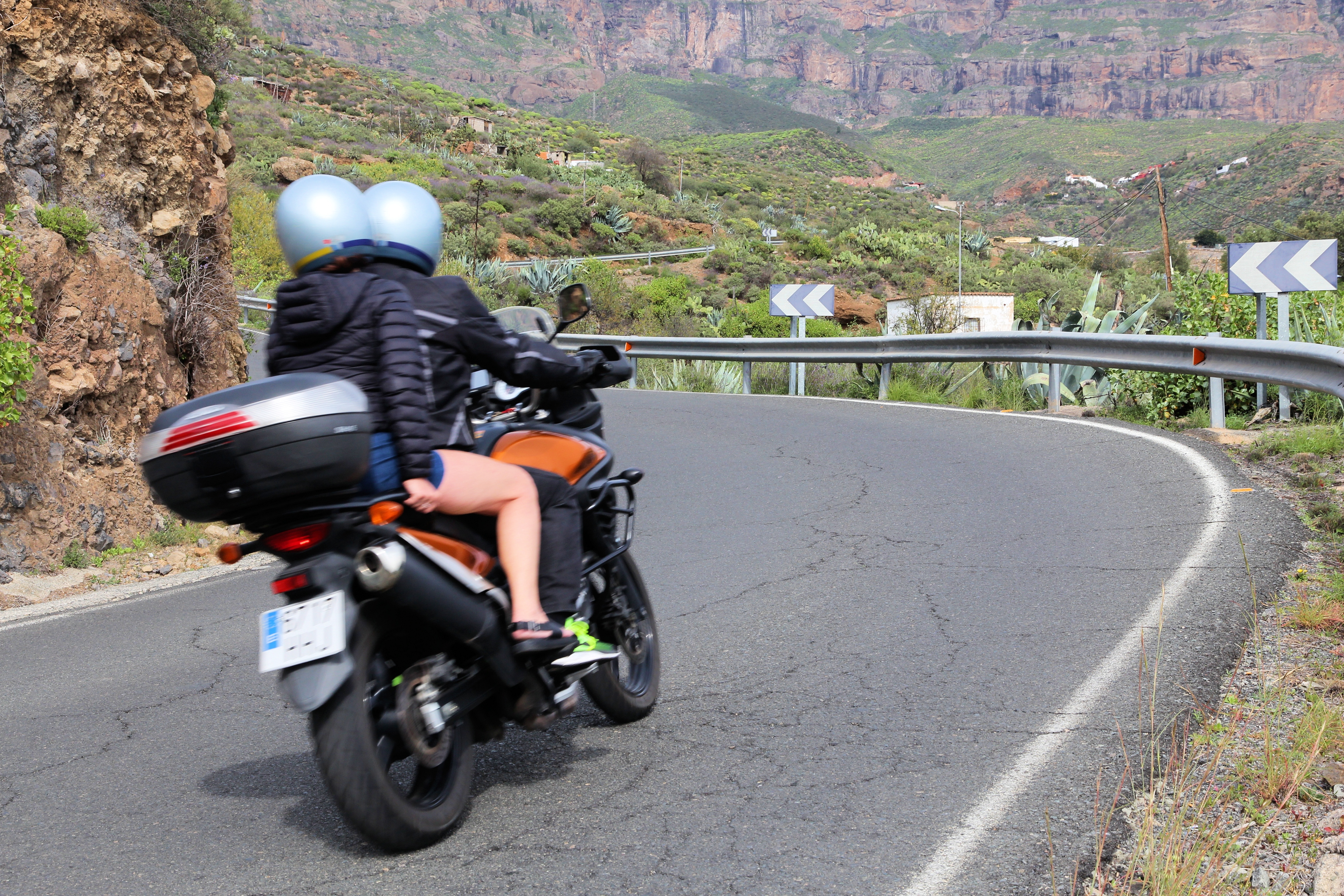
Motorradtour auf Gran Canaria

Wissenschaftlich werden Reisen unter anderem nach deren Grund, Zweck und Dauer kategorisiert, untersucht werden auch die Motivationen für das (Ver-)Reisen. Die Attribute von Motorradreisenden sind Ortsfremde, temporäre Bewohner und Konsument, die Leistungen der touristischen Infrastruktur (Beherbergung, Verpflegung, Unterhaltung) nutzen und fremde Wirtschafts- und Kulturgüter verbrauchen, ohne dagegen Produktivleistungen zu erbringen. Da Motorradreisende auf eine bestehende Infrastruktur angewiesen sind, hat sich die Tourismuswirtschaft auf die Anforderungen nach entsprechenden Serviceleistungen eingestellt und bieten Organisation, Leihfahrzeuge, spezielle Unterkünfte, Treffpunkte, Routenführung, Transport und Transfer an. Die Soziodemographie skizziert den typischen Motorradfahrer als männlichen Akademiker mit einem Altersdurchschnitt von 41,6 Jahren und einem guten bis sehr guten Einkommen. Aufgrund des daraus resultierenden höheren verfügbaren Einkommens und des deutlichen Anstiegs des Motorradtourismus spezialisieren sich Hotels, Pensionen, Gasthöfe und Campingplätze zunehmend auf die Bereitstellung von Unterkünften für Motorradfahrer. Die 1995 gegründete Union Européenne de Motocyclisme (UEM) definierte 2001 Standards für Beherbergungsbetriebe, die unter anderem Unterstellmöglichkeiten für Motorräder und einen Trockenraum für feuchte Bekleidung vorschreiben.
1984 wurde in den Vereinigten Staaten die Iron Butt Association (IBA, deutsch in etwa „Verband Eiserner Hintern“) gegründet, die sich für die Förderung von Langstreckenmotorradfahrten einsetzt und deren Mitglied nur Motorradfahrer werden können, die wenigstens eine 1.000 Meilenfahrt (1.600 km) in weniger als 24 Stunden nachweislich durchgeführt haben.

## Geschichte
Im Jahr 1912 unternahm der US-amerikanische Journalist Carl Stearns Clancy eine 18.000 Meilen lange Weltumrundung auf einer Henderson Four, deren Vierzylindermotor eine Nennleistung von 8 PS aus 934 cm³ Hubraum erzeugte. Giuseppe Guzzi, der Bruder des Firmengründers von Moto Guzzi, fuhr im Jahr 1928 mit einer Moto Guzzi GT von der italienischen Firmenzentrale in Mandello del Lario zum Nordkap. 1929 publizierte der US-amerikanische Zweiradhersteller Harley-Davidson bereits Campinghinweise für Motorradreisende. Von Juli 1932 bis Dezember 1933 fuhr der US-amerikanische Abenteurer und Erfinder Robert Edison Fulton im Alter von 23 Jahren auf einer modifizierten, zweizylindrigen Douglas T6 von London über die Türkei, Syrien, Irak, Indonesien und China nach Tokio.

## Beliebte Langstreckentouren

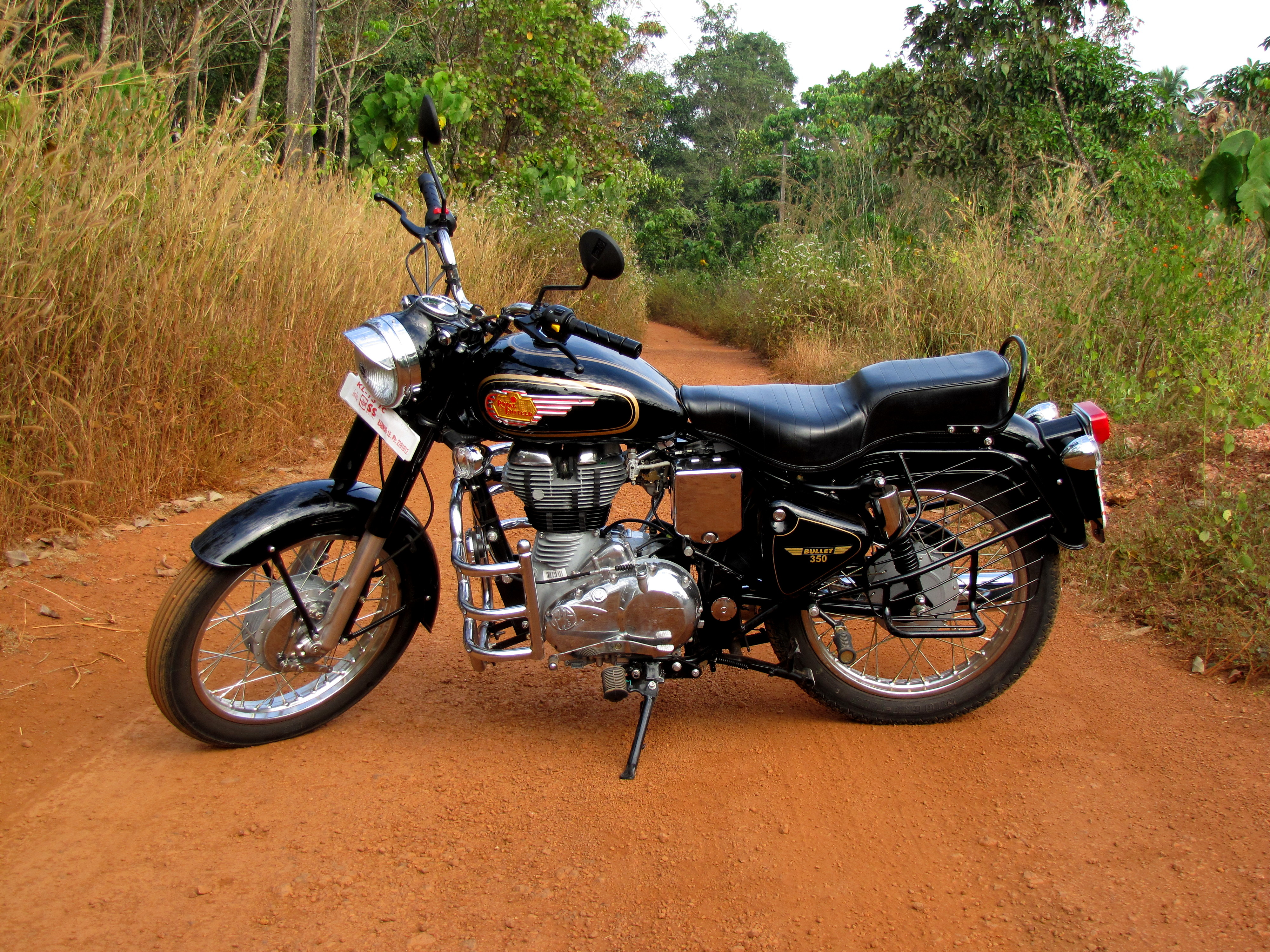
Royal Enfield Bullet 350 Twinspark in Kannur

Populär sind Motorradreisen durch Indien mit einer Royal Enfield Bullet. Beliebte Strecken in Amerika sind in Nord-Süd-Richtung die Panamericana, sowie quer durch die USA von Florida nach Kalifornien oder auf der Route 66 von Chicago nach Los Angeles mit einer Harley-Davidson. Nördlich der US-amerikanischen Grenze lässt sich Nordamerika auch auf dem Trans-Canada Highway queren. Südamerika kann in Nord-Süd-Richtung auf der Ruta Nacional 40 durch Argentinien oder auf der Ruta 5 durch Chile bereist werden.
In Australien sind sowohl die Querung des Outback als auch der küstennahe National Highway 1 beliebt. Afrika kann in Nord-Süd-Richtung über die Ostroute (von Kairo nach Kapstadt) und die Westroute (durch die Sahara, Sahelzone, Zentralafrika, Südafrika) bereist werden. In Europa wird die Route durch Skandinavien zum Nordkap oft befahren, auch der Alpenraum ist ein bevorzugtes Ziel.
Für Weltumrundungen bieten sich auf dem eurasischen Kontinent entweder die Nordroute (Europa, Russland, Mongolei, Sibirien) an, wie sie McGregor und Boorman befahren haben, oder die Südroute von Europa über Türkei, Iran, Pakistan und Indien nach Südostasien, wie sie Robert E. Fulton genommen hat.

## Bekannte Fernreisen mit dem Motorrad

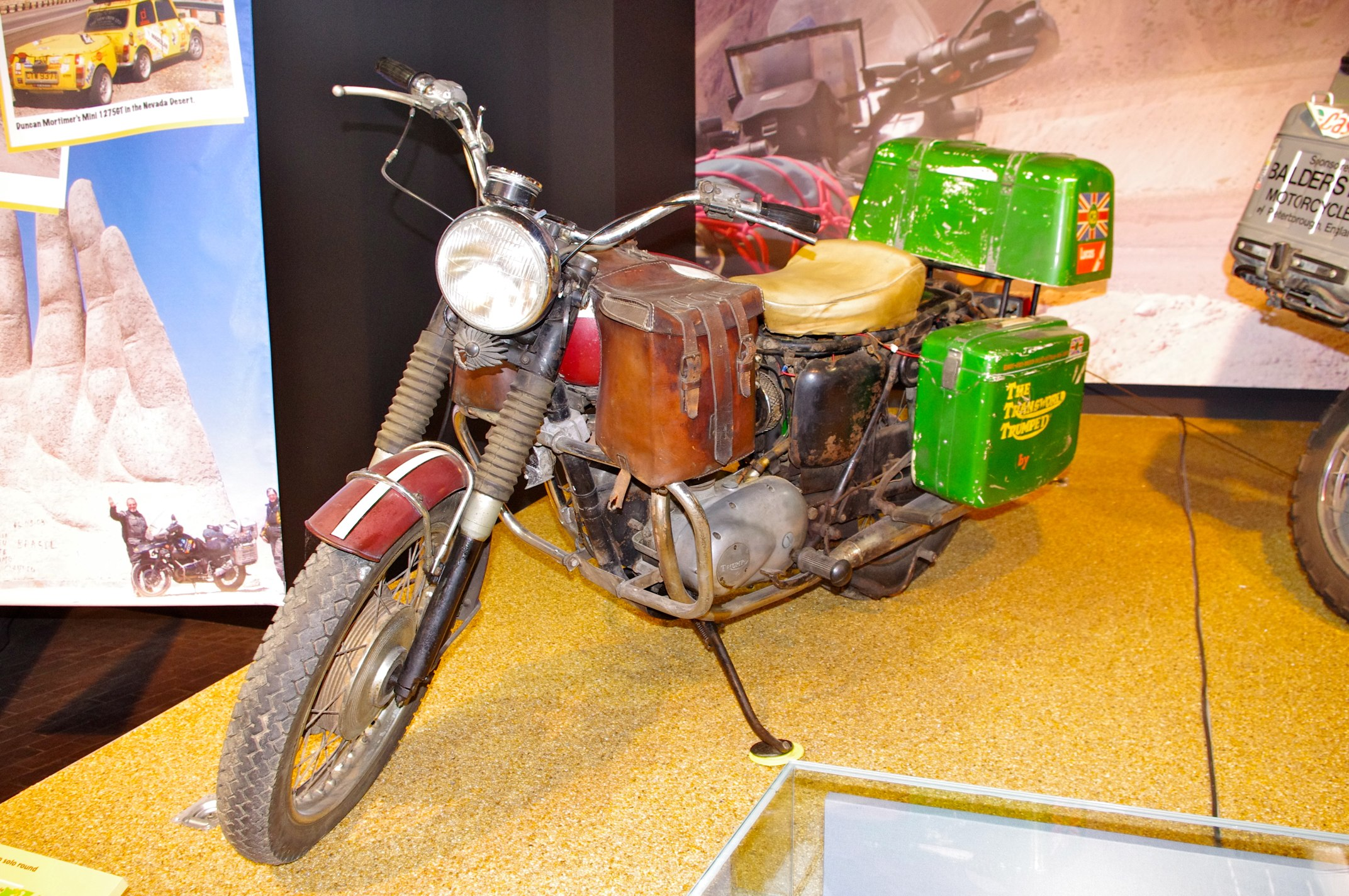
Ted Simon's Triumph Tiger 100 „Jupiter“

Der Vietnamkriegsveteran Dave Barr war der erste Doppelt-Beinamputierte, der 1994 auf einer Harley-Davidson Super Glide eine Weltumrundung durchführte. Nick Sanders brach 1997 den Guinness World Record für die schnellste Weltumrundung auf einem Motorrad. Kevin und Julia Sanders unterboten 2002 Nick Sanders Rekord und halten seit 2003 auch den Geschwindigkeitsrekord für die Panamericana. Simon und Monika Newbound fuhren in drei Jahren durch 54 Länder und  halten mit einer Gesamtstrecke von 168.000 km den Weltrekord für „motorcycle endurance“.

## Rezension
Motorradreisen sind sowohl an sich als auch im übertragenden Sinn wiederholt Thema in Literatur und Film. So schrieb der US-amerikanische Autor und Philosoph Robert M. Pirsig, der 1968 auf einer Honda CB 77 Super Hawk von Saint Paul (Minnesota) nach Petaluma (Kalifornien) fuhr, in seinem erfolgreichen halbbiografischen Roman Zen und die Kunst ein Motorrad zu warten: „Wenn man mit dem Motorrad Ferien macht, sieht man die Welt mit anderen Augen an. Im Auto sitzt man ja immer in einem Abteil, und weil man so daran gewöhnt ist, merkt man nicht, daß alles, was man durchs Autofenster sieht, auch wieder bloß Fernsehen ist. Man ist passiver Zuschauer, und alles zieht gleichförmig eingerahmt vorüber. Auf dem Motorrad ist der Rahmen weg. Man ist mit allem ganz in Fühlung. Man ist mitten drin in der Szene, anstatt sie nur zu betrachten, und das Gefühl der Gegenwärtigkeit ist überwältigend.“

## Spielfilme
Der Roadmovie Easy Rider aus dem Jahr 1969 handelt von einer Fahrt von Los Angeles auf der Route 66 über New Orleans nach Krotz Springs mit modifizierten Motorrädern von Harley-Davidson und steht für das Unabhängigkeitsstreben der Hippie-Ära. Der Spielfilm Die Reise des jungen Che von 2004 thematisiert die Motorradreise von Che Guevara auf einer Norton 500 M18 durch Südamerika im Jahr 1952. In Mit Herz und Hand (2005) fährt der Neuseeländer Burt Munro mit einer modifizierten Indian Scout von Los Angeles zur Bonneville Speed Week.

## Dokumentarfilme

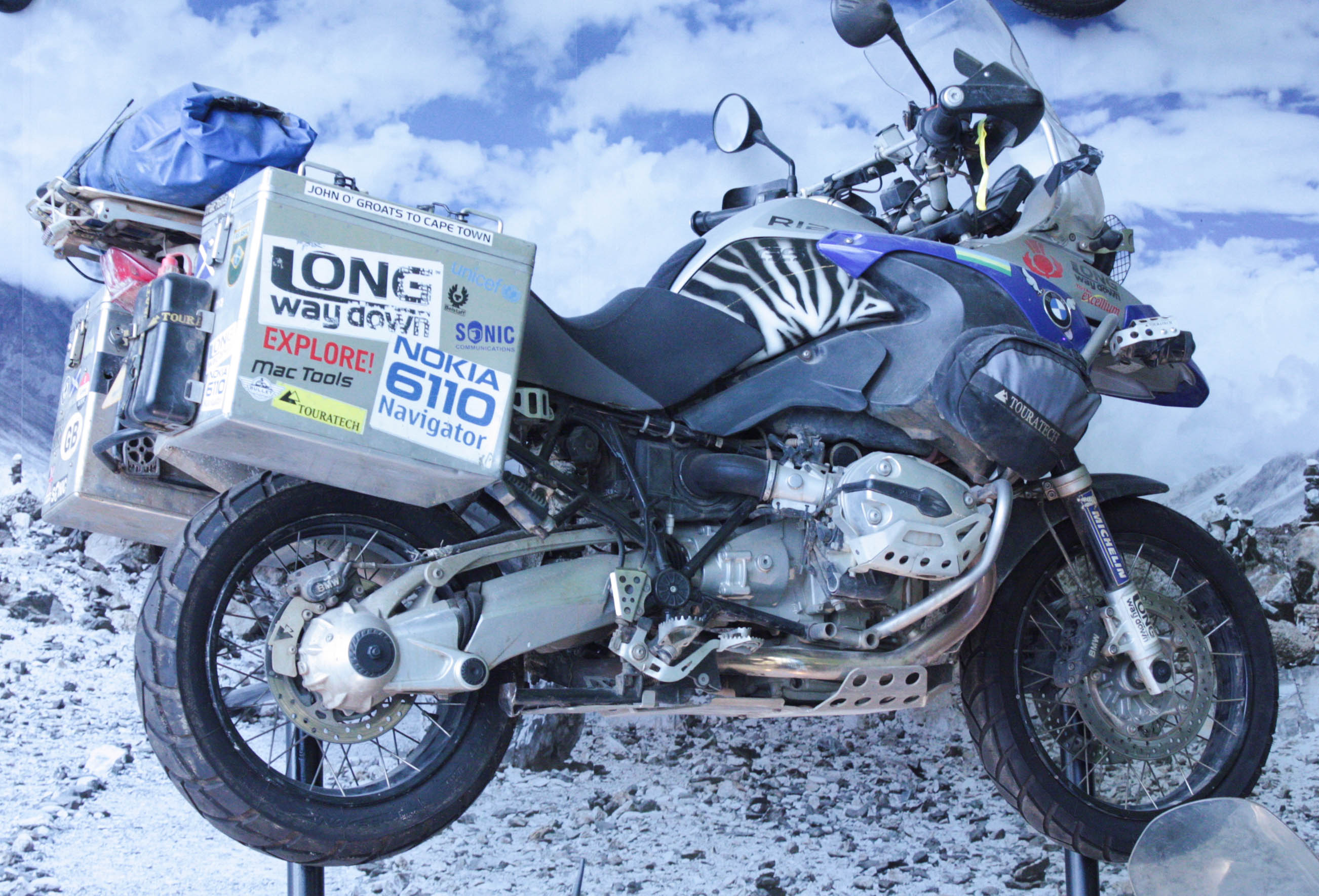
BMW R 1200 GS Adventure K255 von Ewan McGregor im Riverside Museum, Glasgow

Die Schauspieler Ewan McGregor und Charley Boorman unternahmen zwei Fernreisen, die als Reisebericht und Fernsehserie unter den Titeln Long Way Round – Der wilde Ritt um die Welt und Long Way Down – Von Schottland nach Kapstadt erschienen. Auf der ersten Tour Long Way Round fuhren sie 2004 auf BMW R 1150 GS Adventure von London nach Magadan und von Anchorage nach New York City, die zweite Tour drei Jahre später ging auf BMW R 1200 GS Adventure K255 vom schottischen John o’ Groats nach Kapstadt. 2012 verfilmte der Fotojournalist Erik Peters 2012 seine fünfmonatige Motorradreise auf einer Yamaha XT 660 Z Ténéré durch Mittel- und Nordamerika unter dem Titel Abenteuer Nordamerika – 23.000 Kilometer von Mexiko nach Kanada.

## Literatur

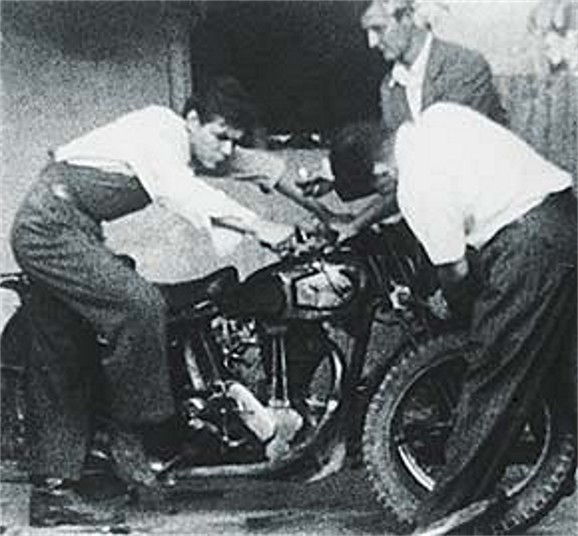
Guevara mit seiner Norton 500cc

### Deutschsprachige Fachzeitschriften
- Tourenfahrer – Reportagen, Test, Technik. Euskirchen, Nitschke, seit 1984. ISSN 0933-4440.
- ride on! Reise Motorrad. Huber Verlag, ISSN 0947-1375.
- Alpentourer. Wuppertal, MoTourMedia, ISSN 1611-4183.
- Motorrad Abenteuer. Euskirchen, ISSN 1619-4462.
- Motorrad und Reisen. Osterode-Lerbach, M-&-R-Verlag.
- Mototraveller – Motorradreisen onroad und offroad. Bergenhusen, Moto-Media, bis 6/2009, ZDB-ID 2297645-0.

### Reiseberichte
Die Literatur zum Motorradfahren ist umfangreich, Bernd Tesch listet in seiner Datenbank über 1600 Werke zum Thema „Motorradreise“ auf, die seit 1906 verlegt wurden.
- Hjalte Tin, Nina Rasmussen: Traumfahrt Südamerika. Auf dem Motorrad und mit Kindern von L.A. nach Rio. Franz Schneider Verlag, 1988, ISBN 3-505-09532-X, S. 319.
- Hjalte Tin, Nina Rasmussen: Perestroika mit dem Motorrad. Vom Roten Platz zum Baikalsee. Frederking & Thaler, München 1990, ISBN 3-89405-054-3, S. 351.
- Frauke und Robert Kielstropp: Auf und davon – Auf Motorrädern durch Europa, Asien und Afrika. Verlagsgruppe Reise Know-How, 2010, ISBN 978-3-89662-521-2, S. 360.
- Martin Franitza: Eisige Pisten und Schneegestöber. Ein Winterabendteuer mit zwei BMW-GS-Gespannen. Martin Franitza, 1998, ISBN 3-9804814-1-7, S. 143.
- Christopher Baker: Mi Moto Fidel: Mit dem Motorrad durch Kuba. Frederking & Thaler, 2003, ISBN 3-442-71203-3, S. 304.
- Patrick Symmes: Reiseziel Che Guevara: Mit dem Motorrad durch Lateinamerika. Edition Nautilus, Hamburg 2005, ISBN 3-89401-464-4, S. 379.
- Ted Simon: Jupiters Träume: Mit dem Motorrad um die Welt. Rowohlt Verlag, 2009, ISBN 978-3-499-62388-2, S. 480.
- Ewan McGregor, Charley Boorman: Long Way Round – Der wilde Ritt um die Welt. National Geographic, 2011, ISBN 978-3-492-40344-3, S. 318.
- Ewan McGregor, Charley Boorman: Long Way Down – Von Schottland nach Kapstadt. National Geographic Taschenbuch, 2009, ISBN 978-3-492-40364-1, S. 368.
- Geoff Hill: The Road to Gobblers Knob – From Chile to Alaska on a Motorbike. Blackstaff Press, 2007, ISBN 978-0-85640-804-5, S. 310 (englisch).
- Bernd Häusler: Neuseeland pur – Neun Monate jobben, reisen und Motorrad fahren. Highlights-Verlag, 2008, ISBN 978-3-933385-39-0, S. 248.
- Christian Schulze: Himalaya & Co. – Eine Motorradreise über die höchsten Pässe der Welt. Highlights-Verlag, 2008, ISBN 978-3-933385-38-3, S. 232.
- Holger Janke: Jakobsweg: Eine Motorradreise auf dem historischen Jakobsweg von Hamburg nach Santiago de Compostela und zurück. Highlights-Verlag, 2013, ISBN 978-3-933385-56-7, S. 216.